# Scottish FA Cup 1893/94
Der Scottish FA Cup wurde 1893/94 zum 21. Mal ausgespielt. Der wichtigste schottische Fußball-Pokalwettbewerb, der vom Schottischen Fußballverband geleitet und ausgetragen wurde, begann am 25. November 1893 und endete mit dem Finale am 17. Februar 1894 im Hampden Park von Glasgow. Als Titelverteidiger startete der FC Queen’s Park in den Wettbewerb, der sich im Vorjahresfinale gegen Celtic Glasgow durchgesetzt hatte. Im diesjährigen Endspiel um den Schottischen Pokal standen sich Celtic und die Glasgow Rangers im Old-Firm-Derby gegenüber. Die Rangers gewannen durch einen 3:1-Erfolg zum 1. Mal in der Vereinsgeschichte den schottischen Pokal. Es war zudem das erste Finalderby der beiden Vereine aus Glasgow.

## 1. Runde
Ausgetragen wurden die Begegnungen am 25. November 1893.
|                       | Ergebnis |                                         |
| --------------------- | -------- | --------------------------------------- |
| FC Abercorn           | 2:1      | 5th Kirkcudbrightshire Rifle Volunteers |
| Albion Rovers         | 6:0      | Black Watch                             |
| Broxburn Shamrock     | 3:8      | FC Arbroath                             |
| Cambuslang Hibernian  | 3:2      | FC East Stirlingshire                   |
| Celtic Glasgow        | 6:0      | FC Hurlford                             |
| FC Grangemouth        | 1:7      | FC Renton                               |
| FC Kilmarnock         | 1:3      | FC St. Bernard’s                        |
| FC King’s Park        | 2:5      | FC Clyde                                |
| FC Linthouse          | 1:5      | FC Queen’s Park                         |
| FC Orion              | 2:11     | Leith Athletic                          |
| Port Glasgow Athletic | 7:5      | Airdrieonians FC                        |
| Glasgow Rangers       | 8:0      | FC Cowlairs                             |
| FC St. Mirren         | 1:0      | Heart of Midlothian                     |
| Third Lanark          | 9:3      | FC Inverness Thistle                    |
| FC Thistle            | 1:3      | FC Battlefield                          |
| FC Vale of Leven      | 1:2      | FC Dumbarton                            |

## Achtelfinale
Ausgetragen wurden die Begegnungen am 16. Dezember 1893. Die Wiederholungsspiele fanden am 23. Dezember 1893 statt.
|                 | Ergebnis |                       |
| --------------- | -------- | --------------------- |
| FC Arbroath     | 0:3      | FC Queen’s Park       |
| FC Battlefield  | 3:3      | FC Abercorn           |
| Celtic Glasgow  | 7:0      | Albion Rovers         |
| FC Clyde        | 6:0      | Cambuslang Hibernian  |
| FC Dumbarton    | 1:3      | FC St. Bernard’s      |
| Glasgow Rangers | 2:0      | Leith Athletic        |
| FC Renton       | 2:2      | Port Glasgow Athletic |
| Third Lanark    | 3:2      | FC St. Mirren         |

### Wiederholungsspiele
|                       | Ergebnis |                |
| --------------------- | -------- | -------------- |
| FC Abercorn           | 3:0      | FC Battlefield |
| Port Glasgow Athletic | 3:1      | FC Renton      |

## Viertelfinale
Ausgetragen wurden die Begegnungen am 13. Januar 1894. Die Wiederholungsspiele fanden am 20. und 27. Januar 1894 statt.
|                | Ergebnis |                       |
| -------------- | -------- | --------------------- |
| FC Abercorn    | 3:3      | FC Queen’s Park       |
| Celtic Glasgow | 8:1      | FC St. Bernard’s      |
| FC Clyde       | 0:5      | Glasgow Rangers       |
| Third Lanark   | 2:1      | Port Glasgow Athletic |

### Wiederholungsspiel
|                 | Ergebnis |             |
| --------------- | -------- | ----------- |
| FC Queen’s Park | 3:3      | FC Abercorn |

### 2. Wiederholungsspiel
|             | Ergebnis |                 |
| ----------- | -------- | --------------- |
| FC Abercorn | *0:2 *   | FC Queen’s Park |

## Halbfinale
Ausgetragen wurden die Begegnungen am 3. Februar 1894. Das Wiederholungsspiel fand am 10. Februar 1894 statt.
|                 | Ergebnis |                 |
| --------------- | -------- | --------------- |
| Glasgow Rangers | *1:1 *   | FC Queen’s Park |
| Third Lanark    | **3:5 *  | Celtic Glasgow  |

### Wiederholungsspiel
|                 | Ergebnis |                 |
| --------------- | -------- | --------------- |
| FC Queen’s Park | *1:3 *   | Glasgow Rangers |

## Finale
| Glasgow Rangers                            | Glasgow Rangers | Celtic Glasgow | Celtic Glasgow |
| ------------------------------------------ | --- | --- | -------------- |
| Glasgow Rangers                            | \| Finale \| \| 17. Februar 1894 in Glasgow (Hampden Park) \| \| Ergebnis: 3:1 (0:0) \| \| Zuschauer: 17.000 \| \| Schiedsrichter: n. b. \| \| Spielbericht \|                       | \| Finale \| \| 17. Februar 1894 in Glasgow (Hampden Park) \| \| Ergebnis: 3:1 (0:0) \| \| Zuschauer: 17.000 \| \| Schiedsrichter: n. b. \| \| Spielbericht \|                   | Celtic Glasgow |
| Glasgow Rangers                            | David Haddow – Nicol Smith, Jock Drummond, Robert Marshall, Andrew McCreadie, David Mitchell, James Steel, Hugh McCreadie, John Gray, John McPherson, John Barker Cheftrainer: n. b. | Joe Cullen – Jerry Reynolds, Dan Doyle, John Curran, James Kelly, Willie Maley, James Blessington, Johnny Madden, Joe Cassidy, Johnny Campbell, Sandy McMahon Cheftrainer: n. b. | Celtic Glasgow |
| Glasgow Rangers                            | Hugh McCreadie John Barker John McPherson | Willie Maley | Celtic Glasgow |
| Finale                                     | | |                |
| 17. Februar 1894 in Glasgow (Hampden Park) | | |                |
| Ergebnis: 3:1 (0:0)                        | | |                |
| Zuschauer: 17.000                          | | |                |
| Schiedsrichter: n. b.                      | | |                |
| Spielbericht                               | | |                |